# Victor Valente
Victor Valente é um ator e encenador português. Nasceu a 27 de Dezembro de 1950 em Vila Nova de Gaia.
É formado pela Escola Superior de Teatro e Cinema do Conservatório Nacional de Lisboa, onde concluiu os estudos em 1976.
Durante a estadia em Lisboa integrou o grupo "Lídia a mulher tatuada e os seus actores amestrados" e a Centelha.
Dirigiu artisticamente e encenou no Teatro Universitário do Porto, TUP, nos anos de 1977, 1978 e 1979
Foi fundador e diretor artístico da Companhia de Teatro O Realejo (1979–1989), que teve a sua sede na Rua dos Mercadores, no Porto.
Atualmente é diretor e encenador da Companhia do Jogo, de Albergaria-a-Velha, com sede na Quinta do Jogo. Dirige e encena a OficinaTeatroJovem e a Oficina de Teatro do Programa Idade Maior do Município de Albergaria-a-Velha.
Para além do seu trabalho no teatro, dedica-se também à música e ao ilusionismo.
Fez a voz do Sultão de Agrabah na versão portuguesa da trilogia da Disney Aladdin e a voz do Grão-Duque na trilogia de Cinderella.